# Chayka

Impulso Chayka

Chayka (in lingua russa: Чайка, Čajka) è un sistema di radionavigazione terrestre russo, simile al sistema LORAN-C. Lavora ad una frequenza di circa 100 kHz ed il suo funzionamento è come quello del LORAN con il suo Group Repetition Interval (intervallo di ripetizione del gruppo).

## Catene Chayka
Ci sono 5 catene Chayka in uso:
- GRI 8000 - Catena Chayka Russia occidentale (europea) (1969, RSDN-3/10)
- GRI 7950 - Catena Chayka Russia Orientale (1986, RSDN-4)
- GRI 5980 - Catena Chayka russa - americana (1995)
- GRI 5960 - Catena Chayka settentrionale (1996, RSDN-5)
- GRI 4970 - Catena Chayka nord-occidentale

Oltre a queste c'è un'altra catena Chayka la GRI 5970 che irradia la zona nord del Caucaso, sud degli Urali, Siberia, Angarsk, Sajansk, Transbajkalia. Questa catena orientale è distribuita sulla base di stazioni mobili a bassa potenza RSDN-10.

## Trasmettitori Chayka
I trasmettitori Chayka lavorano con potenze molto elevate e sono simili ai trasmettitori LORAN-C-con antenne a traliccio molto alte. 

### GRI 8000
| #   | Posizione                  | Coordinate                | Ritardo di emissione, μs | Codifica di ritardo, μs | Potenza di trasmissione, kW |
| --- | -------------------------- | ------------------------- | ------------------------ | ----------------------- | --------------------------- |
| M   | Karačev (44 km da Brjansk) | 53°07′50.6″N 34°54′44.8″E |                          |                         | 450                         |
| W/1 | Petrozavodsk               | 61°45′32.4″N 33°41′40.4″E | 13217,21                 | 10000                   | 700                         |
| X/2 | Slonim (Bielorussia)       | 53°07′55.2″N 25°23′46″E   | 27125,00                 | 25000                   | 450                         |
| Y/3 | Simferopoli (Ucraina)      | 44°53′20.6″N 33°52′32.1″E | 53070,25                 | 50000                   | 550                         |
| Z/4 | Syzran                     | 53°17′17.6″N 48°06′53.4″E | 67941,60                 | 65000                   | 700                         |

### GRI 7950
| #   | Posizione                  | Coordinate                     | Ritardo di emissione, μs | Codifica di ritardo, μs | Potenza di trasmissione, kW |
| --- | -------------------------- | ------------------------------ | ------------------------ | ----------------------- | --------------------------- |
| M   | Aleksandrovsk-Sachalinskij | 51°04′42.805″N 142°42′04.952″E |                          |                         | 700                         |
| W/1 | Petropavlovsk-Kamčatskij   | 53°07′47.584″N 157°41′42.9″E   | 14506,5                  | 11000                   | 700                         |
| X/2 | Ussurijsk                  | 44°31′59.702″N 131°38′23.403″E | 33678,0                  | 30000                   | 700                         |
| Y/3 | Tokachibuto (Giappone)     | 42°44′37.214″N 143°43′09.757″E | 49104,15                 | 46000                   | 600                         |
| Z/4 | Ochotsk                    | 59°25′02.05″N 143°05′22.916″E  | 64102,05                 | 61000                   | 10                          |

### GRI 5980
| #   | Posizione                  | Coordinate                     | Ritardo di emissione, μs | Codifica di ritardo, μs | Potenza di trasmissione, kW |
| --- | -------------------------- | ------------------------------ | ------------------------ | ----------------------- | --------------------------- |
| M   | Petropavlovsk-Kamčatskij   | 53°07′47.584″N 157°41′42.9″E   |                          |                         | 700                         |
| W/1 | Attu Island (USA)          | 52°49′44.134″N 173°10′49.528″E | 14506,5                  | 11000                   | 400                         |
| X/2 | Aleksandrovsk-Sachalinskij | 51°04′42.8″N 142°42′04.95″E    | 31506,5                  | 28000                   | 700                         |

### GRI 5960
| #   | Posizione           | Coordinate                   | Ritardo di emissione, μs | Codifica di ritardo, μs | Potenza di trasmissione, kW |
| --- | ------------------- | ---------------------------- | ------------------------ | ----------------------- | --------------------------- |
| M   | Dudinka             | 69°21′45.2″N 86°41′50.56″E   |                          |                         | 1200                        |
| W/1 | Taymylyr            | 72°34′48.92″N 122°06′40.29″E |                          |                         | 1200                        |
| X/2 | Isola di Pankrat'ev | 76°07′34″N 60°12′55″E        |                          |                         | 250                         |
| Y/3 | Inta                | 65°58′00″N 60°18′34″E        |                          |                         | 1200                        |

### GRI 4970
| #   | Posizione           | Coordinate                | Ritardo di emissione, μs | Codifica di ritardo, μs | Potenza di trasmissione, kW |
| --- | ------------------- | ------------------------- | ------------------------ | ----------------------- | --------------------------- |
| M   | Inta                | 65°58′00″N 60°18′34″E     |                          |                         | 1200                        |
| W/1 | Tumanny             | 69°03′08.4″N 35°40′14.3″E |                          |                         |                             |
| X/2 | Isola di Pankrat'ev | 76°07′34″N 60°12′55″E     |                          |                         | 250                         |

### GRI 5970
| #   | Posizione    | Coordinate          | Ritardo di emissione, μs | Codifica di ritardo, μs | Potenza di trasmissione, kW |
| --- | ------------ | ------------------- | ------------------------ | ----------------------- | --------------------------- |
| M   | Južnoural'sk | 54°23.1′N 61°20.6′E |                          |                         |                             |
| W/1 | Ekaterinburg | 56°44.8′N 60°31.6′E | 15895,1                  | 15000                   |                             |
| X/2 | Kurgan       | 55°22.2′N 65°22.6′E | 30939,5                  | 30000                   |                             |